# Hugo Reichenberger

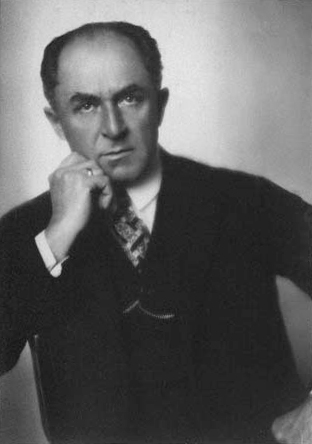
Hugo Reichenberger um 1925

Hugo Reichenberger (* 28. Juli 1873 in München; † 11. Oktober 1938 ebenda) war ein deutsch-österreichischer Dirigent und Komponist.

## Leben

### Jugend
Hugo Reichenberger war der Sohn des Münchner Kaufmannes Louis Reichenberger und dessen Frau Pauline, geborene Fay aus Wiesbaden. Reichenberger besuchte das humanistische Maximiliansgymnasium in München. Von 1882 bis 1884 bekam er Klavier- und Theorieunterricht bei Heinrich Schwartz und trat bereits im Alter von 11 Jahren als Pianist und Komponist im Museumssaal auf. Wenig später bestätigte Hermann Levi sein außergewöhnliches Talent. Reichenberger wurde außerdem durch Hofkapellmeister Friedrich Wilhelm Meyer und Eugenie Menter, ab 1889 auch durch Ludwig Thuille unterrichtet und gefördert. Nach einem Jahr beim Militär begann Reichenberger 1893 ein Universitätsstudium in München, im Rahmen dessen er die Fächer Geschichte der Oper, Literatur, Anthropologie, Akustik und Philosophie belegte.

### Stationen seiner musikalischen Arbeit
Im Sommer 1894 erhielt Reichenberger ein erstes Engagement als zweiter Kapellmeister und Chordirigent in Bad Kissingen. Es folgten Anstellungen in Breslau, Aachen und als erster Kapellmeister nach Bremen. Im Jahr 1897 veröffentlichte er zwei Liedsammlungen bei Aibl in München.
1898 ereilte ihn der Ruf zum Hofkapellmeister des königlichen Hoftheaters in Stuttgart. Eine Liaison mit der beliebten Stuttgarter Opernsängerin Anna Sutter, aus der ein unehelicher Sohn Felix Sutter (geboren 1902) stammte, kostete ihn nach fünf Jahren den württembergischen Hofkapellmeister-Posten. Im Winter 1903 gab er ein sehr erfolgreiches, mehrere Konzerte umfassendes Gastdirigat in Madrid. Nach dem Tod Zumpes 1903 übernahm er für zwei Jahre den Posten des Hofkapellmeisters des königlichen Hoftheaters in München. Dort leitete er mehrere Ur- und Erstaufführungen (unter anderem Wolf-Ferraris Die neugierigen Frauen, Max von Schillings’ Der Pfeifertag, Karel Weis’ Der polnische Jude, Weingartners Orestes). 1905 ehelichte er die um 12 Jahre jüngere Münchner Kaufmannstochter Frieda Kapfer, weshalb er vom Judentum zum Katholizismus konvertierte.
In seiner Zeit als erster Kapellmeister am Opernhaus in Frankfurt am Main 1905 bis 1908 leitete er die dortige Erstaufführung von Richard Strauss’ Oper Salome am 6. Februar 1907. Im Februar 1908 gastierte er am Concertgebouw Amsterdam.

### Wiener Oper
Ab dem 1. September 1908 trat Reichenberger sein Engagement an der von Felix Weingartner geleiteten Wiener Hofoper an, wo er bis 1935 tätig war. Hier dirigierte er am 24. März 1909 die Erstaufführung von Richard Strauss’ Elektra und im Jahr 1911 seinen ersten Wiener Der Ring des Nibelungen. Am 15. März 1913 leitete Reichenberger die Uraufführung von Franz Schrekers Das Spielwerk und die Prinzessin – zeitgleich mit Frankfurt. Reichenberger wurde aufgrund der großen Erfolge mehrerer Gastdirigate in Madrid vom spanischen König im März 1914 mit dem Komturkreuz des spanischen Ordens Isabella der Katholischen ausgezeichnet.
Seinen zweijährigen Kriegsdienst von Sommer 1914 bis 1916 leistete er im 1. Bayrischen Feldartillerieregiment Prinzregent Luitpold. Im Herbst 1916 wurde er für eine Tournee an der Westfront beurlaubt, die er gemeinsam mit der Sängerin Berta Morena und dem Sänger Carl Perron absolvierte. Im August 1916 kehrte er wieder an die Wiener Hofoper zurück. Am 27. April 1917 fand unter seiner Leitung die Wiener Erstaufführung von Alexander von Zemlinskys Eine florentinische Tragödie statt. Am 16. Februar 1918 – im letzten Kriegsjahr – brachte Reichenberger Leoš Janáčeks Oper Jenůfa erstmals in Wien heraus. Reichenberger war zuvor extra nach Prag gereist, um sich ein Urteil über den völlig unbekannten mährischen Komponisten zu bilden. Er hat sich nicht nur vehement für „Její pastorkyňa“ eingesetzt, sondern die Übersetzung ins Deutsche von Max Brod bearbeitet und den Titel „Jenufa“ durchgesetzt. Es gab ebenfalls einen Briefwechsel zwischen ihm und Leoš Janáček in Brünn.
Im Jahr 1919 zeichneten Reichenberger und der Sänger Wiedemann als führende Männer des Personalausschusses der Oper für die „Revolte“ des Opernpersonals gegen die Berufung von Richard Strauss in die Operndirektion verantwortlich. Dem Ereignis folgte das Zerwürfnis Reichenbergers mit Strauss. Am Nationaltheater in München hatte Reichenberger von Dezember 1919 bis April 1920 ein fünfmonatiges Gastspiel und zwei Gastdirigate an der Berliner Philharmonie. Im September 1920 leitete er Hans Pfitzners Palestrina bei den Münchner Festspielen und im Oktober kam es unter anderem zur Aufführung von Franz Schmidts 4. Symphonie an der Berliner Philharmonie. Im Januar 1921 führten Gastdirigate Reichenberger nach Warschau (Philharmonie) und im Herbst für zwei Monate an die Nationaloper in Bukarest. Von 1923 bis 1925 leitete er die Kapellmeisterschule der Akademie für Musik und darstellende Kunst in Wien. Im Jahr 1924 wurde ihm der Titel Professor verliehen. Organisiert von Hugo Gruder-Guntram unternahm Reichenberger 1933 eine Operntournee nach Ägypten, wo unter anderem die Oper Aida von Giuseppe Verdi in Kairo aufgeführt wurde. Ende 1934 war er als Gastdirigent mit Richard Strauss’ Arabella in Antwerpen. Nach jahrelanger Zugehörigkeit erhielt Reichenberger am 12. Februar 1935 ein Kündigungsschreiben der Wiener Staatsopern-Direktion. Am 28. Juni 1935 fand sein 27-jähriges Wirken an der Wiener Hof- und Staatsoper unter fünf verschiedenen Direktionen mit Lohengrin als Abschiedsvorstellung ein Ende. Er war im Alter von 61 Jahren zwangspensioniert worden.

### München
Reichenberger übersiedelte noch im Sommer 1935 in seine Heimatstadt München. Nachdem er 1935/36 noch einige Male als Gast an der Wiener Staatsoper war, gab es die endgültig letzte Vorstellung in Wien mit Tosca am 15. März 1936. Am 23. April 1936 leitete er eine Festvorstellung von Fidelio im Théatre de la Monnaie in Brüssel.
Aufgrund eines plötzlichen Herztodes starb Reichenberger am 11. Oktober 1938 in seiner Wohnung in München und wurde auf dem Waldfriedhof in München beigesetzt, und 1968 auf den Hietzinger Friedhof (68-13-4) in Wien überführt.
Sein künstlerischer Nachlass ging 2019 an die Österreichische Nationalbibliothek.

### Familie
Aus der Ehe mit Frieda Kapfer stammte ein Sohn, Walter Reichenberger (1908–1990). Aus der Affäre mit der Opernsängerin Anna Sutter hatte er noch einen Sohn, Felix Sutter (1902–1961).

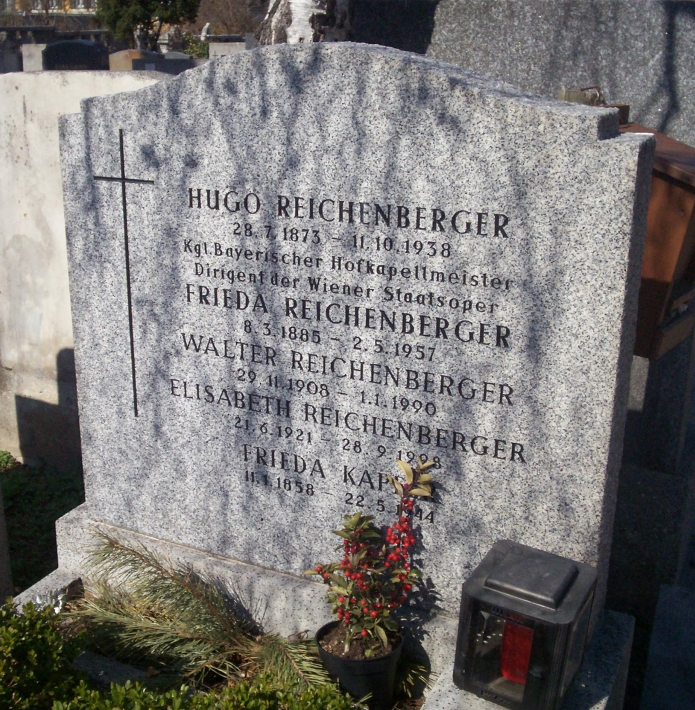
Hugo Reichenberger Grabstätte

## Werke
- circa 50 Lieder
- 5 Chorwerke
- 2 Romanzen für Klavier und Violine
- Stücke für Klavier
- 1 Sinfonie
- 1 Ouvertüre
- Frühling Fantasie für großes Orchester
- 16 Variationen über das Veilchen von Mozart